# 算術 (書物)
『算術』（さんじゅつ、希: Αριθμητικα）は、3世紀に書かれたとされる古代ギリシアの数学書。数学者ディオファントスの著書である。代数の問題130問と解が記されている。同書に記されている方程式の一部はディオファントス方程式と呼ばれる。

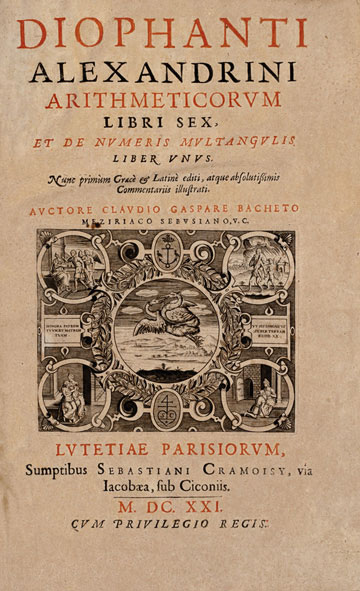
1621年刊行のバシェによるラテン語版。

## 概要
ディオファントスが3世紀ごろに著したこの『算術』のギリシャ語版は13巻だったが、アレクサンドリアが戦禍にさらされるなどして6巻のみが現存するだけとなった。16世紀になって初めてラテン語訳がヨーロッパで刊行された。
同書のラテン語訳をフランスの数学者フェルマーも読み、最終定理などを余白に書き込んだ。その書き込みを含めた同書が刊行され、フェルマーの着想が世に出ることになった。